# Cayetana Álvarez de Toledo
Cayetana Álvarez de Toledo y Peralta-Ramos (Madrid, 15 de octubre de 1974), XV marquesa de Casa Fuerte, es una periodista, historiadora y política española. También posee nacionalidad argentina y francesa. Militante del Partido Popular, diputada en el Congreso por Madrid en las ix y x legislaturas de las Cortes Generales, por Barcelona en la xiv legislatura y desde 2023 es diputada por Madrid en la xv legislatura. Es directora del Área Internacional de la FAES y fue portavoz en el Congreso de los Diputados del Grupo Parlamentario Popular hasta su cese en agosto de 2020. Fue vicepresidenta segunda de la Comisión de Hacienda durante la xiv legislatura. Actualmente, es portavoz adjunta del Grupo Parlamentario Popular en el Congreso y portavoz en la Comisión Constitucional.

## Biografía
Nació en Madrid, de padre francés, Juan Illán Álvarez de Toledo y Giraud, XIV marqués de Casa Fuerte, y madre argentina, Patricia Peralta-Ramos y Madero, de una tradicional familia argentina, de orígenes aristocráticos y emparentada con las familias fundadoras de su país. Su padre, según la propia Cayetana, combatió con la Resistencia francesa durante la Segunda Guerra Mundial después del desembarco de Normandía de junio de 1944. Por vía materna proviene de una familia patricia argentina, cuyo origen se remonta a principios del siglo XVI, durante el virreinato español en Sudamérica.
Es descendiente de Francisco de Borja Álvarez de Toledo Osorio, de María Tomasa Palafox, de Francisco de Moncada, del conquistador español Blas de Peralta y del fundador de la ciudad de Mar del Plata, Patricio Peralta Ramos, entre otros.
Cuenta con las nacionalidades argentina y francesa, y la española desde 2007. Habiendo transcurrido su vida entre el Reino Unido y Buenos Aires, Cayetana Álvarez de Toledo ha declarado en varias ocasiones: «Yo decidí ser española».
Tras pasar los primeros años de su infancia en Londres, desde los siete años vivió en Buenos Aires, donde asistió al Northlands School. Volvió al Reino Unido para cursar sus estudios universitarios. Allí se licenció en Historia Moderna por la Universidad de Oxford, como miembro del New College, y en esa misma institución obtuvo un doctorado con una tesis sobre el obispo Juan de Palafox, virrey de Nueva España, dirigida por el historiador hispanista John H. Elliott. El 20 de octubre de 2001 se casó con el empresario catalán (y primo suyo en grado decimoquinto) Joaquín Güell Ampuero (de los condes de Güell), con quien tiene dos hijas. En enero de 2018 la pareja se divorció.
Tras doctorarse, en septiembre de 2000 ingresó como redactora en el diario El Mundo, primero de la sección de Opinión y más tarde de Economía. Fue también tertuliana en la cadena COPE en el programa La Mañana, dirigido por Federico Jiménez Losantos.
En 2006 fue nombrada jefa de gabinete del secretario general del Partido Popular, Ángel Acebes, con la misión de asesorar a Acebes en la estrategia política, gestionar su agenda y coordinar la elaboración de sus discursos e intervenciones parlamentarias. Como periodista de El Mundo, el Foro Económico Mundial la eligió como «joven líder global» en 2008 para reconocer «sus logros profesionales, compromiso con la sociedad y su potencial para contribuir a forjar el futuro del mundo».

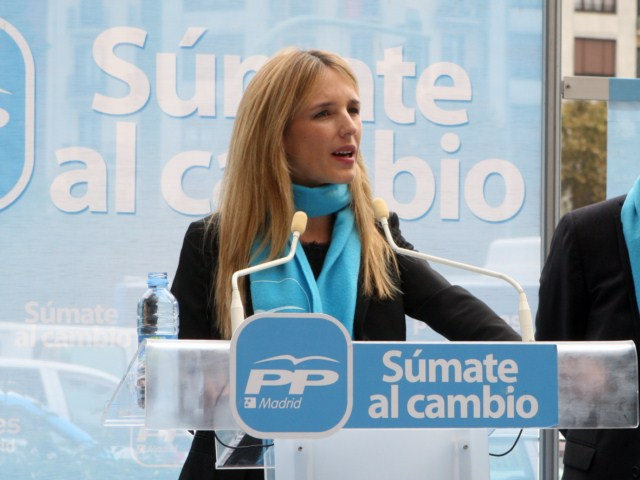
Fotografiada en 2011

Álvarez de Toledo, que adquirió la nacionalidad española hacia 2007, concurrió a las elecciones generales de 2008 en la lista del PP al Congreso por la circunscripción de Madrid, en el número 9 de la lista, convirtiéndose en diputada de la ix Legislatura, donde ejerció como portavoz adjunta del Grupo Parlamentario Popular. En las elecciones generales de 2011 volvió a concurrir como número 10 de la lista popular, renovando su escaño para la x Legislatura. En el Congreso fue vicepresidenta de la Comisión Mixta para la Unión Europea y vocal de las Comisiones de Justicia y Constitucional y en el PP de Madrid ejerció de responsable del área de Análisis.[cita requerida]

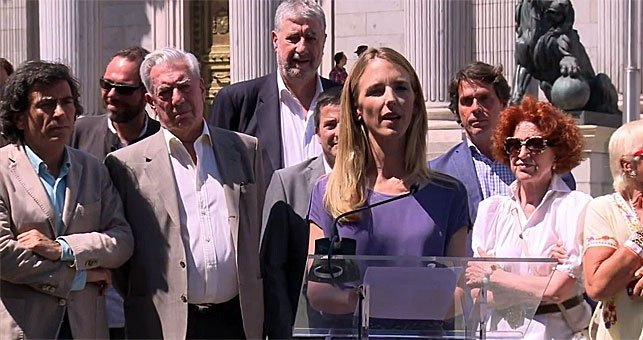
Cayetana Álvarez de Toledo, delante del Congreso, durante la lectura del Manifiesto de los libres e iguales. Junto a ella, y entre otros, Arcadi Espada, Mario Vargas Llosa y José María Fidalgo

Debido al fallecimiento de su padre en París, en 2012, un año más tarde heredó el título nobiliario de marquesa de Casa Fuerte, del que es la XV titular.
En 2014 escribió un artículo en el Financial Times contra la intención independentista del nacionalismo catalán. Ese mismo año impulsó como una de sus primeras firmantes el manifiesto constitucionalista Libres e Iguales, que rechazaba cualquier cesión ante una eventual negociación con el sector del nacionalismo catalán que pretende la independencia. Es portavoz de la plataforma homónima que busca implicar a la ciudadanía española en la defensa del orden constitucional ante el nacionalismo catalán que se entiende una amenaza a «la igualdad de los españoles», refiriéndose en concreto a la pretensión de constituir al «pueblo catalán» en soberano. Entre los actos organizados por Libres e Iguales destaca el realizado el 11 de septiembre de 2014, tricentenario de la derrota de las tropas austracistas en Barcelona, en el Círculo de Bellas Artes de Madrid en el que pronunció un discurso.
El 14 de octubre de 2015, a través del periódico El Mundo, anunció que no se presentaría nuevamente como candidata a diputada por el PP, por desacuerdos con la política del presidente del Gobierno, Mariano Rajoy, en materia de regeneración democrática, en lo referente a lo económico, al separatismo catalán y a la erosión de las instituciones públicas.
En enero de 2016 criticó la Cabalgata de Reyes organizada por el Ayuntamiento de Madrid mediante un tuit con el siguiente texto: «"Mi hija de 6 años: Mamá, el traje de Gaspar no es de verdad." No te lo perdonaré jamás, Manuela Carmena. Jamás». El tuit recibió más de seis mil respuestas y doce mil retuits, convirtiéndose en un fenómeno viral.
El 8 de marzo de 2018 criticó en un artículo de opinión la huelga feminista que tenía lugar ese mismo día. En junio del mismo año publicó un artículo de opinión tras disolverse el Gobierno de Mariano Rajoy debido a la moción de censura presentada contra este por el PSOE en el que Álvarez de Toledo afirmaba seguir siendo afiliada al PP pero haber votado a Ciudadanos, y pedía la fusión de ambos partidos.
El 15 de marzo de 2019 se anunció su designación como cabeza de la lista del PP para el Congreso de los Diputados en la circunscripción de Barcelona de cara a las elecciones generales del 28 de abril. En estas obtuvo el escaño de diputada a pesar de que el PP cosechó los peores resultados de la historia del partido en la circunscripción, pasando de 4 a 1 diputados. En las siguientes elecciones, las del 10 de noviembre de ese mismo año, volvió a obtener el mismo cargo de diputada por Barcelona. En esta legislatura fue durante unos meses portavoz en el Congreso de los Diputados del Grupo Parlamentario Popular. Tres meses después en la tribuna del Congreso llama terrorista al padre del entonces vicepresidente segundo del Gobierno —hecho del que se reafirmó en prensa, incluso tras recibir una demanda del afectado—. Álvarez de Toledo fue destituida en agosto de 2020.
En mayo de 2020 fue demandada por el padre del que fuera en ese instante Vicepresidente del Gobierno, Pablo Iglesias, por acusarlo de terrorista. El 28 de mayo de 2021, la Audiencia Nacional anula la decisión del juzgado número 3 de Zamora de ser trasladada la demanda al Tribunal Superior por su condición de aforada. La propia Cayetana reconoció que este hecho había sido su mayor logro político.

## Premios
- 1997: Lady Allen Scholarship, de la Universidad de Oxford.[43]
- 2006: Micrófono de plata de la Asociación Profesional Española de Informadores de Prensa, Radio, Televisión e Internet.[44]
- 2008: Young Global Leader, del Foro Económico Mundial de Davos.[45]
- 2017: Premio Sociedad Civil, otorgado por Think Tank Civismo.[46]

## Libros
- Álvarez de Toledo, Cayetana (2004). Politics and Reform in Spain and Viceregal Mexico: The Life and Thought of Juan De Palafox 1600-1659. Oxford: Oxford University Press.[47]
- — (2011). Juan de Palafox: Obispo y Virrey. Madrid: Centro de Estudios Europa Hispánica y Marcial Pons Ediciones de Historia. (prólogo de John Elliott; traducción de M. Bacells y J. C. Bayo)[48]
- —— (2021). Políticamente indeseable. Barcelona: Penguin Random House Grupo Editorial. ISBN 978-84-666-7002-9.